# Codex Vallardi

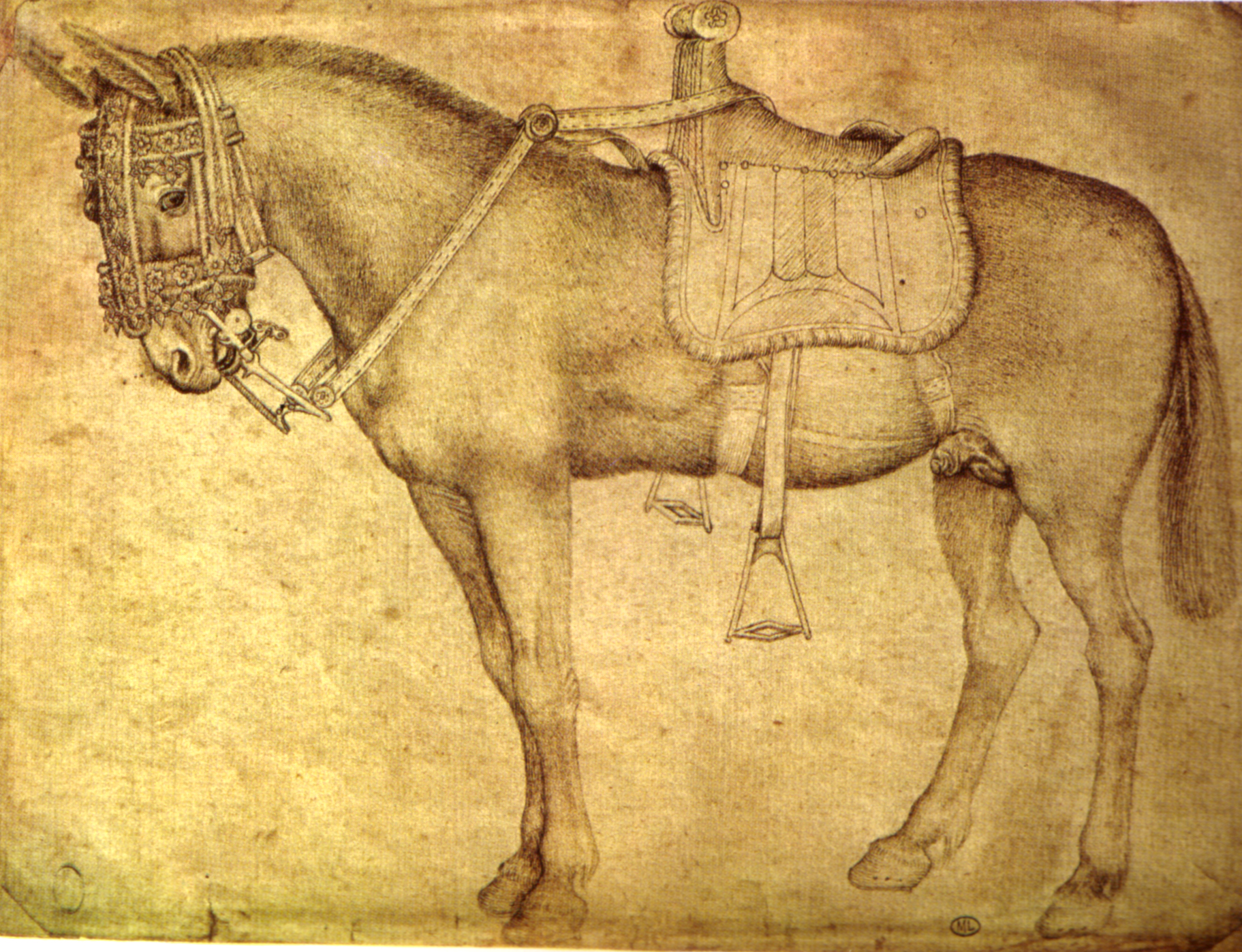
Codex Vallardi, Federzeichnung, S. 2325

Der Codex Vallardi ist ein im Jahr 1856 vom Musée du Louvre erworbener Sammelband mit Zeichnungen von Antonio Pisanello. Er befindet sich im Cabinet des Dessins.
„Zu den Kostbarkeiten des Louvre gehört der sogenannte Codex Vallardi, ein Sammelband mit Zeichnungen des Pisanello. Pisanello war der berühmteste Hofkünstler Italiens in der ersten Hälfte des XV. Jahrhunderts. Er lebte lange (gestorben erst 1455), die Anfänge seiner Kunst liegen jedoch im XIV. Jahrhundert. Jener Kodex enthält die mannigfaltigsten Naturstudien – und dies ist das Neue (Tafel 25). Früher haben die Künstler in ihren Skizzenbüchern die Formentypen des Werkstattbetriebes vereinigt, nun zeichnet der Maler nach der Natur Menschen, Tiere und Pflanzen, um mit diesen Studien seine Bilder bereichern zu können.“